# Dichotomie martienne
La dichotomie martienne ou dichotomie hémisphérique martienne est une dichotomie crustale caractéristique des hémisphères nord et sud de Mars. Ils se différencient distinctement géologiquement par leur altitude et épaisseur de croûte. Plusieurs hypothèses tentent de donner l’origine de cette division des hémisphères sans conclusions définitives.

## Géographie
Une caractéristique majeure de Mars est la forte dissymétrie topographique entre les deux hémisphères nommée dichotomie martienne. Des recherches géophysiques publiées dans Nature Geoscience sur l'impact du système solaire à la surface et à l'intérieur de Mars, avancent des preuves géologiques indiquant que cette dichotomie crustale est la caractéristique la plus ancienne de Mars. 

### Hémisphère nord
Les basses terres du nord sont plates et lisses avec des bosses érodées et des restes de mesas.

### Hémisphère sud
Les hautes terres du sud sont constituées de plateaux rocheux couvertes de cratères et de coulées de lave gelées, les roches sont magnétiques.

### Différentiel
Le différentiel en altitude est de 1 à 3 km. L’épaisseur moyenne de la croûte martienne est de 45 km avec 32 km pour l’hémisphère nord et 58 km pour l’hémisphère sud,. La dichotomie martienne est peut-être à l'origine des particularités thermiques et magnétiques de l'hémisphère sud,.

### Limites
La région étroite séparant les hautes terres, restées intactes, des plaines basses est une pente prononcée dont la formation complexe est encore inconnue,. Des travaux cartographiques, complétés par des analyses topographiques et spectrales, ont été réalisés sur la zone de transition de la dichotomie martienne comprenant les régions de Terra Cimmeria et Nepenthes Mensae. D’autres observations de la zone limite Terra Sabaea et Arabia Terra indiquent que cette région a été érodée au cours du temps par le vent et l’eau. La zone de transition de Deuteronilus Mensae est significative avec ses hautes montagnes de 2000 m qui devaient s’étendre plus au nord avant d’être abaissées par l’érosion due aux glaciers rocheux et à l’eau courante.

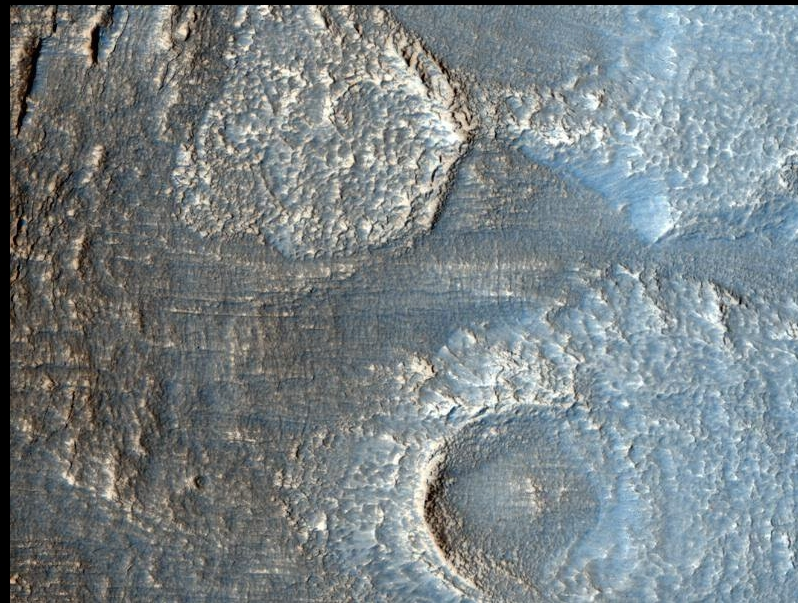
Image couleur améliorée de la sonde MRO située dans la région de Deuteronilus Mensae le long de la limite entre hautes terres et basses terres dans l'hémisphère nord de Mars.
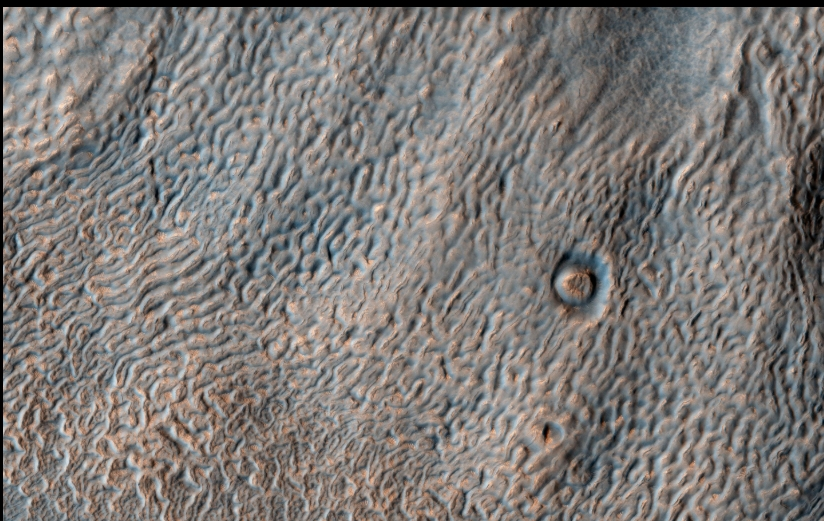
Tablier de débris dans la zone de transition, celui-ci est probablement couvert de rochers de glace et de glaciers semblant contourner les versants des reliefs élevés.
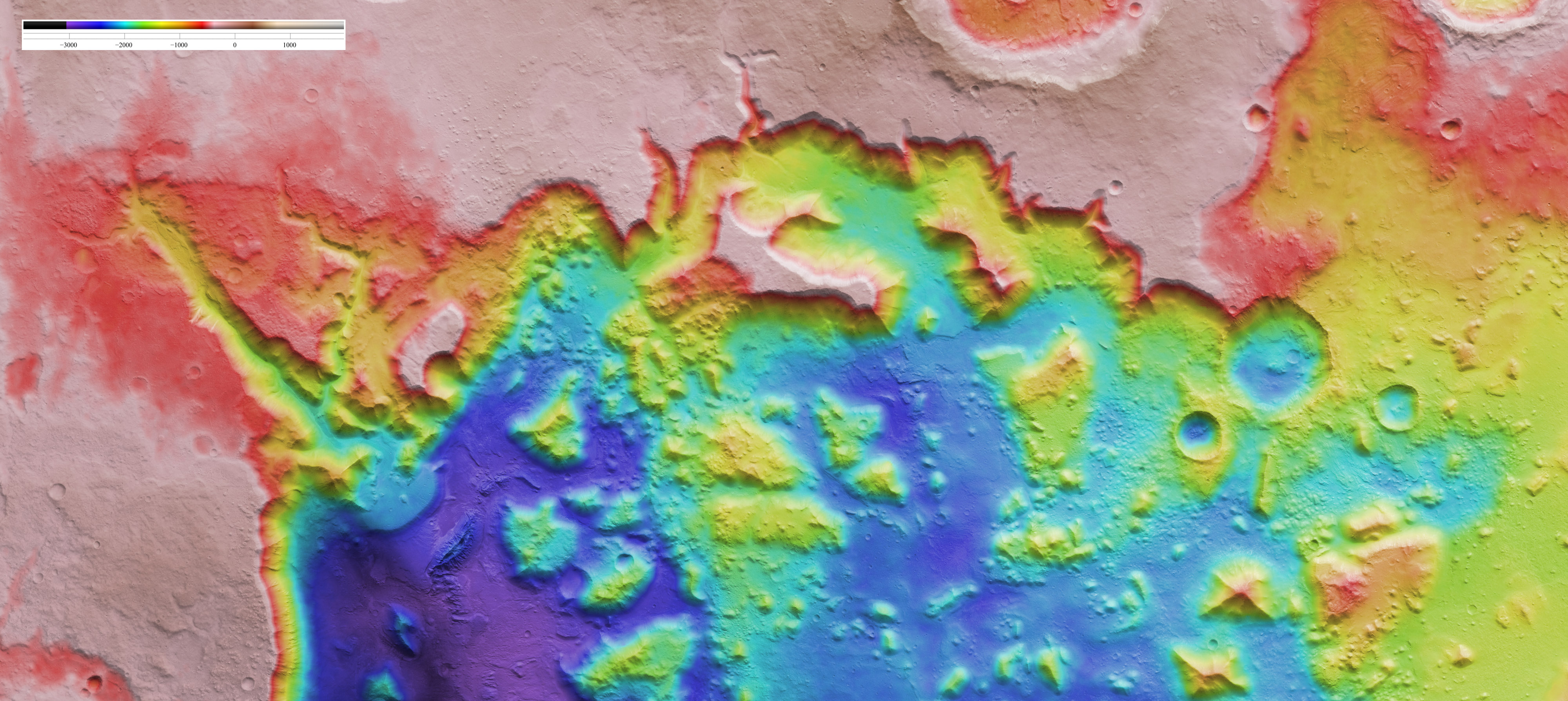
Nepenthes Mensae dans la zone de transition hautes et basses terres.

## Époque de formation
Une étude des scientifiques de Mars Express à partir des informations transmises par MARSIS suggère que les terres basses et hautes sont contemporaines de l’époque noachienne et que la dichotomie martienne s'est probablement formée très tôt dans l'histoire de Mars,,.

## Origine
La formation de la dichotomie martienne a peut-être plusieurs causes. Les hypothèses formulées sont toujours débattues. Causes possibles les plus étudiées, des processus géologiques au sein du manteau de Mars avec des plaques tectoniques en mouvement et un ou plusieurs impacts gigantesques,.

### Impact dans l'hémisphère nord?
Il y a 4,5  MA un objet céleste massif aurait percuté l’hémisphère nord en créant le bassin Boréal . Une alternative à l'impact d'un objet massif serait une accumulation d'impacts de grande taille se superposant.

### Impact dans l'hémisphère sud et volcanisme géant?
Le pôle sud aurait été percuté par un objet céleste ferreux au moins équivalent à la taille de la Lune provoquant un volcanisme géant durant 3 milliards d'années, le magma se serait ensuite solidifié,.

### Tectonique des plaques?
Une étude publiée en 2020 sur la revue Nature Géoscience évoque la possibilité d'un continent caché relançant le débat sur la formation crustale et une possible tectonique des plaques. Une étude plus récente des scientifiques Weijia Sun, Hrvoje Tkalčić est publiée en 2024 dans la revue Geophysical Research Letters. À la suite des observations sismologiques et contraintes géochronologiques des impacts géants, les scientifiques concluent à un renforcement de l’hypothèse de la convection mantellique à l’origine de la dichotomie crustale.

### Croissance crustale et la fusion partielle du manteau?
Un nouveau mécanisme est proposé à partir des données de InSight d'une rétroaction positive entre la croissance crustale et la fusion partielle du manteau entrainant des perturbations hémisphériques.